# Decisión Ciudadana
Decisión Ciudadana (en armenio: Քաղաքացու որոշում, K՛aghak՛atsu voroshum, y abreviado como ՔՈ, K'O ''Tú'') es un partido político armenio de corte socialdemócrata, fundado en 2018 por activistas de izquierda que participaron en la Revolución de Terciopelo. Los orígenes del partido se remontan desde el Movimiento Mashtots Park de 2012.
El partido defiende el estado de bienestar, la redistribución de la riqueza, el ecologismo, la asistencia sanitaria universal, la educación gratuita, la igualdad de género, el apoyo hacia los sindicatos, y la democracia directa.
El partido no posee ningún escaño en la Asamblea Nacional, aunque  participó en las elecciones parlamentarias de 2018. Es considerado por los comentaristas como uno de los tantos partidos recientemente fundados que no tenido mayor reconocimiento a nivel general. Durante la campaña electoral, el partido realizó críticas hacia el Primer ministro y líder de la revolución Nikol Pashinián, por supuestas deficiencias y defendieron la idea de reformar la Constitución, el Código Electoral y el establecimiento de una justicia transicional.

## Historial electoral
En las elecciones parlamentarias de 2018, el partido obtuvo 8530 votos, obteniendo 0.68%. El partido obtuvo el 1,3% en el distrito de Arabkir y 1.2% en el distrito de Kentron, ambos ubicados en Ereván. Fuera de la capital, obtuvo apoyo por encima del promedio en la Provincia de Tavush, especialmente en su capital regiona Ijevan (2.8%) y el pueblo de Yenokavan (28.6%). El último fue explicado por el respaldo del partido y apoyo financiado de Tigran Chibukhchyan, el dueño de Yell Extreme Park en Yenokavan.

### Elecciones parlamentarias
| Año  | Votos | %     | Escaños | +/–   |
| ---- | ----- | ----- | ------- | ----- |
| 2018 | 8530  | 0.68% | 0/132   | Nuevo |